# Штыки (мемориал)
Мемориальный комплекс «Штыки» — памятник защитникам Москвы, братская могила и архитектурный комплекс, расположенный на 40-м километре Ленинградского шоссе, у второго въезда в город Зеленоград (поворот налево, на Панфиловский проспект) и проезда к посёлку Менделеево и селу Льялово (поворот направо, на Льяловское шоссе). Имеет статус объекта культурного наследия регионального значения.

## История
Своё название комплекс получил из-за центрального обелиска, представляющего стилизованное изображение трёх штыков.
Первые захоронения в братской могиле прошли ещё зимой 1941—1942 годов, тогда в могиле захоронили воинов, найденных на месте боёв за деревню Матушкино; впоследствии в 1960-х годах в могиле захоронили останки погибших солдат, обнаруженные во время строительства Зеленограда. Предположительно в данном месте покоится более 760 человек. Сам комплекс был открыт 24 июня 1974 года (архитекторы И. А. Покровский, Ю. А. Свердловский, скульпторы Е. А. Штейман-Деревянко и А. Г. Штейман).
Мемориал стал одним из элементов герба и флага города Зеленограда.

## Составные части
- Курган с братской могилой (Холм Славы); высота 27 м — иногда его ошибочно называют Курганом Славы.
- Обелиск «Штыки» — 3 стилизованных штыка (символизируют стрелковые, танковые и кавалерийские части); высота 42 м (от вершины кургана); архитектурно-художественная подсветка[4].
- Барельеф-триптих на лицевой, юго-западной стороне кургана:

1. воин в каске;
2. лавровая ветвь;
3. надпись «1941 г. Здесь защитники Москвы, погибшие в бою за Родину, остались навеки бессмертны».

- У подножия барельефа — бронзовая чаша: на внутренней стороне орнамент «дубовая ветвь» (символ вечной жизни), на внешней — надпись: «Никогда Родина-мать не забудет своих сыновей».

## Связь с Могилой Неизвестного солдата у Кремлёвской стены
Именно из братской могилы будущего комплекса 2 декабря 1966 года в ознаменование 25-летней годовщины разгрома гитлеровских войск под Москвой был взят прах (тело) одного Неизвестного солдата и на следующий день торжественно перезахоронен в Верхней части Александровского сада у стен Московского Кремля.

## Связь с белорусским Курганом Славы

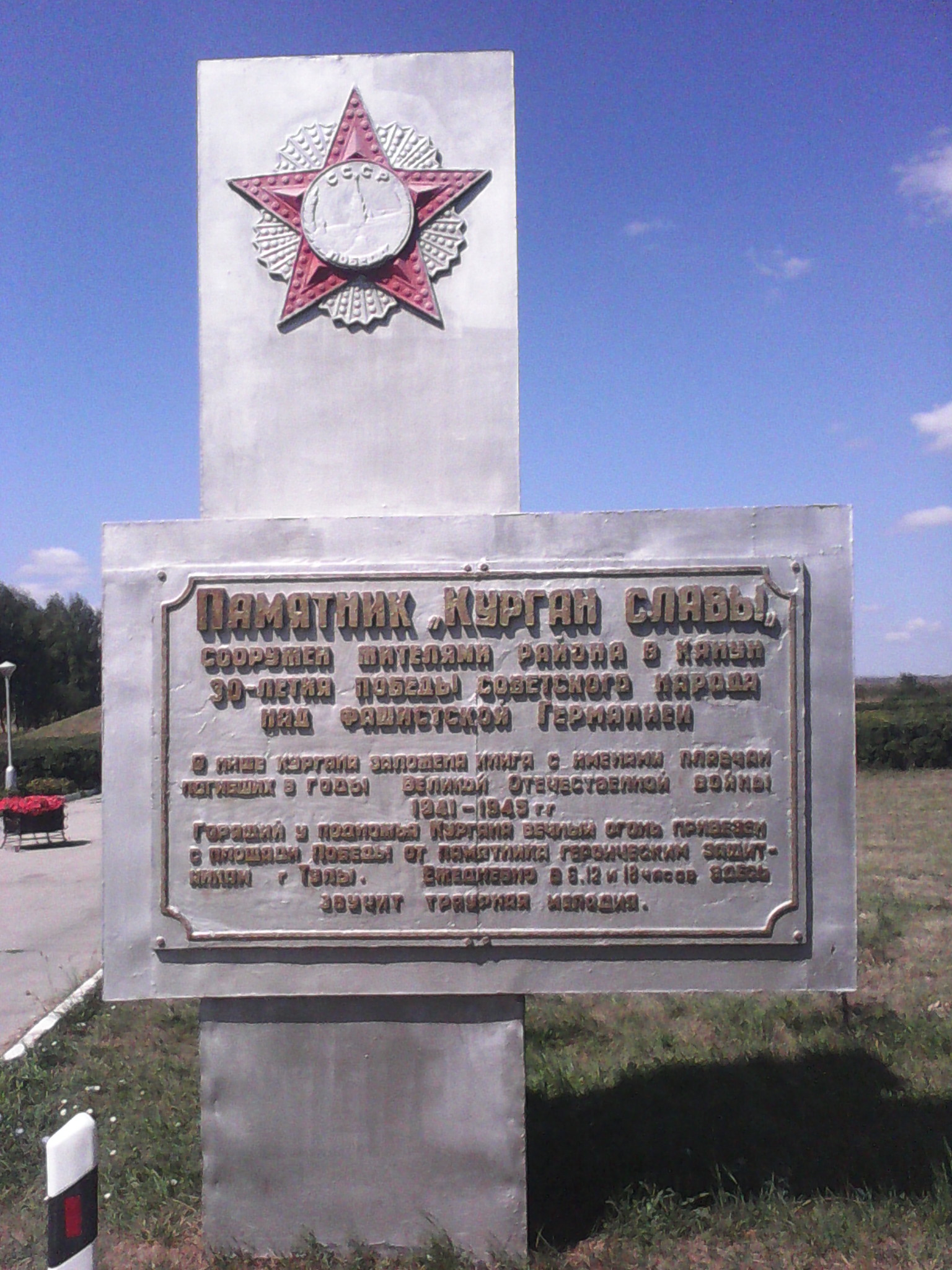
Белорусский Курган Славы

Иногда комплекс путают с похожим на него мемориальным комплексом «Курган Славы» (около Минска):
- зеленоградский имеет 3 «штыка», белорусский 4 «штыка», окружённых бронзовым барельефом
- зеленоградский курган имеет название «Холм Славы», белорусский — «Курган Славы».